# Légion portugaise
Pour les articles homonymes, voir Légion portugaise (Estado Novo), Légion étrangère (homonymie) et Légion.
 (janvier 2023).
La Légion portugaise (en portugais: Legião Portuguesa) est le nom donné aux troupes portugaises intégrées dans la Grande Armée de Napoléon Ier, après l'invasion du Portugal par les forces du général Junot en 1807.
De 9 000 hommes à l'origine, son effectif est passé à 4 500 après que de nombreux soldats aient déserté et rejoint la résistance portugaise. Lors de sa dissolution le 5 mai 1814, la légion ne compte que seulement environ un millier des plus de 30 000 soldats qui sont partis retourner au Portugal, sans compter les 24 000 qui ont quitté l'armée française et sont retournés au Portugal pour rejoindre la résistance pendant la guerre. C'est ainsi qu'une unité de 9 000 hommes est intégrée à l'armée impériale de Napoléon.
La Légion portugaise partit pour Salamanque en avril 1808 et, après un long voyage à travers l'Espagne et la France, participa aux campagnes d'Allemagne, d'Autriche et de Russie, ayant participé aux batailles de Wagram, Smolensk, Vitebsk et Borodino (Moscou) et souffrant de lourdes pertes. Très prisées par Napoléon, les troupes de la Légion étaient désignées par lui comme "l'infanterie noire".
Récemment, des restes de soldats portugais ont été découverts sur le champ de bataille de Loubino et enterrés dans un cimetière de Smolensk. Au lendemain de cette bataille, le 20 août 1812, l'empereur Bonaparte distribue la Légion d'honneur à 80 Portugais.

## Historique

### Création
Dans le contexte de la guerre de la Péninsule, la création du corps est due à un ordre direct de Napoléon Bonaparte à Jean-Andoche Junot, en date du 12 novembre 1807, s'étant concrétisé en février 1808 avec les meilleures unités de l'armée portugaise; dissoute par ordre de Napoléon en le 22 décembre 1807. Pour se conformer aux ordres de Napoléon, Junot avait décrété que les vingt-quatre régiments d'infanterie portugais seraient réduits à six, dont le premier serait composé des restes de la garnison de Lisbonne. La cavalerie fut réduite de douze à trois régiments, recevant, comme l'infanterie, l'organisation française. L'organisation portugaise ne devrait conserver que l'artillerie et le génie existants. Des décharge ont été prévues pour tous les soldats qui avaient moins d'un an de service, tous les soldats mariés et les officiers incapables de servir ont été renvoyés ou mis à la retraite.

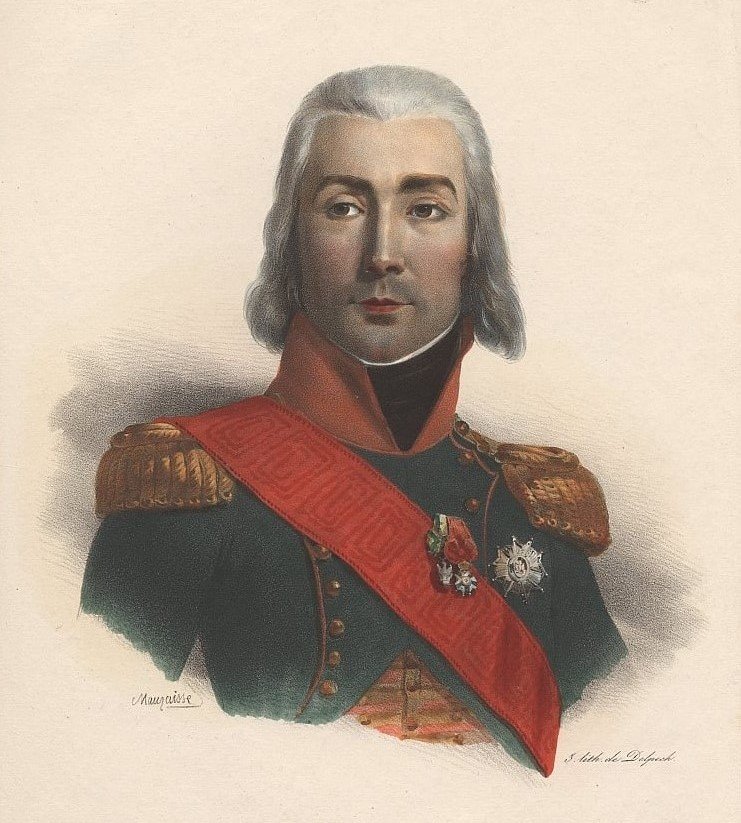
Le maréchal Jean-Baptiste Bessières reçoit les troupes portugaises et les évalue pour Napoléon.

Le 16 janvier 1808 paraît le décret de formation de la légion portugaise dont le chef est Pedro José de Almeida Portugal, marquis d'Alorna. Les réductions, commencées en février 1808, n'étaient pas encore complètes lorsque Junot ordonna que, début avril, les troupes marchent sur Salamanque et de là sur Valladolid. Les soldats défilent dans un déplorable état de désarroi, uniformes de toutes formes et de toutes couleurs, ressemblant plus à une bande de guerrilheiros en haillons qu'à des soldats de ligne. Le marquis d'Alorna a obtenu la permission d'aller en Alentejo avant le départ, et Gomes Freire a également obtenu le délai nécessaire pour s'occuper de ses affaires, et donc le maréchal Manuel Pamplona, qui a dirigé les premières marches des forces expéditionnaires; que c'était une mission douloureuse et ardue. Pendant la marche, plus de la moitié du troisième régiment d'infanterie, environ trois cents soldats, désertés, qui, réunis en corps, le long de la route de Cidade-Rodrigo, retournèrent tranquillement au Portugal. À Cidade-Rodrigo, le marquis d'Alorna vint rejoindre l'état-major général et, le 16 avril, ils entrèrent dans Salamanque. De Salamanque, les troupes portugaises marchèrent sur Valladolid et de là sur Burgos, où elles arrivèrent le 29, se rendant, après avoir été passées en revue par le maréchal Bessières, au cantonnement de Briviesca, où elles restèrent huit jours.

Le duc d'Istrie fait l'éloge des troupes, il reçut le général et son état-major avec beaucoup d'attention et les invita à dîner. Tous étaient satisfaits de ce premier accueil français, seul le noble orgueil du marquis d'Alorna avait regardé avec une méfiance hautaine la récente noblesse du maréchal d'Empire. Certains officiers ont reçu l'ordre de retourner au Portugal pour s'occuper du service de recrutement chargé de combler le personnel manquant des unités, devant retourner à la Légion avec les recrues sélectionnées; mais ils ne pouvaient pas retourner en France parce qu'ils étaient déjà pris dans l'insurrection du pays. José Garcez Pinto Madureira a écrit dans ses mémoires ce que pensaient la plupart des officiers de la Légion à cette époque:
« Parmi les décrets que Junot avait publiés au Portugal, l'un d'eux était celui de la conscription, et c'était une raison très puissante pour décider beaucoup d'entre nous à servir les français. À cette époque, personne ne pouvait imaginer leur chute sur la péninsule, ni que Junot serait contraint d'évacuer le Portugal en si peu de temps, car l'Espagne se voyait occupée par une armée de cette nation, bien commandée et féroce, ne connaissant aucun signe d'insurrection dans ce pays; pensant donc à tous ceux qui avaient déjà des postes dans l'armée et en âge de servir, que s'il ne marchait pas comme officier, étant démis de ses fonctions, il pourrait plus tard continuer comme recrue et soldat, la raison et le bon sens ont fait partir de nombreux officiers servir contre leur gré une nation qui n'était pas la leur, loin des foyers où ils étaient nés. »
Le marquis d'Alorna, gravement malade, dut rester à Burgos, et le maréchal Pamplona reprit le commandement des troupes, qui reçurent l'ordre de se rendre à Bayonne, où se trouvait alors Napoléon, et où elles pourraient mieux se munir d'armes et d'uniformes. Les 12 et 13 mai, elle installa son quartier-générale à Miranda de Ebro. Le 14, la Légion arriva à Vitoria, après une marche laborieuse sur des routes accidentées. Le 22, arrivée à Tolosa, où elle dura jusqu'au 24, le 29, les troupes traversèrent la Bidassoa sur des ponts de bateaux et, le 1er juin, Napoléon procéda à la première revue des régiments portugais. Constatant des défauts dans l'ordonnance, l'uniforme et l'équipement des soldats portugais, il était satisfait de leur air pimpant. Il ordonna de leur donner un repas en commun avec la garde impériale. Il traita les officiers avec une belle gentillesse et les convia à dîner.
La magnificence de la cour impériale impressionne beaucoup les portugais, et les soldats, qui craignent d'être maltraités et même désarmés, sont ravis. Cette première nuit passée sur le sol français la fit chanter et danser, au son de l'alto et de la guitare, modes nationales portugaises, qui amusèrent agréablement l'impératrice Joséphine. Ce sont les 1er, 2e et 3e régiments d'infanterie, les deux régiments de cavalerie et le régiment de chasseurs à cheval qui entrent les premiers en France. Dans une lettre du 6 mai, l'Empereur dit à Bessières « Si vous avez confiance dans les soldats portugais, peut-être feriez-vous bien de retarder leur marche ; car en vérité, si les sergents sont bons, ces troupes viennent miraculeusement nous servir...».
Le 18 mai 1808, le décret d'organisation de la Légion portugaise est publié, qui reçoit alors le nom sous lequel, pendant six ans, elle accompagne les armées impériales. Le décret ordonna que la Légion soit divisée en deux brigades d'infanterie et une de cavalerie, composées de 6 régiments d'infanterie légère, de deux régiments de chasseurs à cheval et d'un bataillon d'artillerie, dont l'existence ce dernier fut de courte durée. Chaque régiment d'infanterie devait avoir deux bataillons et chaque bataillon six compagnies de cent quarante soldats ; chaque régiment de cavalerie serait composé de quatre escadrons de deux compagnies et chaque compagnie de cent hommes. Par le même décret, il est créé un conseil d'administration pour toute la Légion, ainsi qu'un bataillon de dépôt pour toute l'infanterie, et un escadron de dépôt pour toute la cavalerie, organisés de la même manière que ceux de guerre et commandés par deux majors, appelé général de division d'infanterie et général de division de cavalerie.
Le marquis d'Alorna a été nommé commandant de la Légion. Pamplona reçut le commandement de la brigade de cavalerie et des brigades d'infanterie à D. José Carcome et Brito Mosinho. Il ne restait qu'un seul chef d'état-major dans toute la Légion, poste était confié au brigadier D. Manuel de Sousa, et un seul intendant général, occupant ce poste le M. Dosrays, parce que le ministre de la guerre devait avoir un officier français intelligent, car il n'y avait personne dans la Légion qui connaissait assez la comptabilité française pour lui permettre de l'exercer. Le conseil général d'administration était présidé par le général commandant et composé des deux généraux de division, deux capitaines, l'un d'infanterie, l'autre de cavalerie, chargés de l'habillement, de l'armement et de l'équipement des troupes ; du intendant général de la Légion et un commissaire de guerre comme secrétaire.

## Organisation
La Légion portugaise est composée à l'origine de 9 000 hommes et se compose des formations suivantes :
- cinq régiments d'infanterie ;
- un bataillon de chasseurs à pied ;
- trois régiments de cavalerie ;
- un escadron de chasseurs à cheval ;
- un régiment d'artillerie.

Les commandants des forces portugaises :
- Pierre d'Almeïda ;
- Gomez Freyre, commandant en second ;
- Manue, chef d'état-major général ;
- Joseph Carcome-Lobo, commandant de la 1re Division ;
- João de Brito Mousinho, commandant de la 2e division.

Chefs d'état-major adjoints :
- Marino Miguel Franzini, mais "déserté" en Espagne, retournant au Portugal[3] ;
- Manuel de Castro Pereira de Mesquita.

Parmi les aides de camp du général commandant :
- Carlos Frederico Lecor, qui a réussi à s'échapper en Angleterre, où il était le principal organisateur de la Leal Legião Lusitana (LLL).

Colonels de cavalerie :
- le marquis de Loulé ;
- Roberto Inácio Ferreira de Aguiar ;
- Álvaro Xavier de Póvoas, qui n'a pas quitté Lisbonne car son régiment ne s'est pas organisé.

Coloneles d'infanterie :
- Saldanha et Albuquerque ;
- le marquis de Ponte de Lima;
- Francisco António Freire Pego;
- le comte de São Miguel :
- José de Vasconcelos e Sá ;
- François Ferreri.

Commandant de l'escadron de chasseurs à cheval :
- Francisco Cláudio Blanc.

Pour la campagne de 1809, la 13e demi-brigade d'élite est créée au sein du IIe corps du Maréchal Oudinot sous le commandement du général de brigade Joseph Carcome-Lobo avec :
- 3 bataillons d'infanterie, créés par des éléments de différents régiments d'infanterie de la Légion ;
- 1 régiment provisoire de chasseurs à cheval sous le commandement du colonel Roberto Inácio Ferreira de Aguiar.

En 1811, la Légion portugaise est réorganisée en :
- 3 régiments d'infanterie ;
- 1 régiment de chasseurs à cheval ;
- 1 bataillon de dépôt.

En 1813, après avoir subi de lourdes pertes, les restes de la Légion sont réorganisés en :
- 1 bataillon de guerre ;
- 1 bataillon de dépôt.

## Membres célèbres
- Antoine Pierre Joseph Chapelle